# Lista de transmissoras dos Jogos Olímpicos de Verão de 2016
Os Jogos Olímpicos de Verão de 2016 serão transmitidos por uma série de emissoras ao redor do mundo. Como nos anos anteriores, a Olympic Broadcasting Services (OBS) vai produzir o feed mundial para as emissoras locais utilizarem em suas coberturas. Na maioria das regiões, os direitos de transmissão foram comercializados junto com os dos Jogos Olímpicos de Inverno de 2014, mas algumas empresas de radiodifusão obtiveram direitos de mais jogos também.
↑1  - Direitos em todos os países da América Latina, exceto Brasil.
↑2  - Direitos em 16 países da Ásia, para serem revendidos a emissoras locais.
↑3  - Direitos para serem revendidos a emissoras locais.
↑4  - Direitos em Ilhas Cook, Fiji, Kiribati, Ilhas Marshall, Estados Federados da Micronésia, Nauru, Niue, Palau, Samoa, Ilhas Salomão, Tonga, Tuvalu e Vanuatu.
↑5  - Apenas programa com destaques.
↑6  - Direitos em cada país para serem revendidos a emissoras locais, exceto França, Alemanha, Itália, Espanha, Irlanda, e Reino Unido.